# نبرد چونگجو
نبرد چونگ‌جو (انگلیسی: Battle of Chungju) یکی از نبردهای تهاجم ژاپن به کره (۱۵۹۸–۱۵۹۲) بود.